# Bandera ist unser Vater
Bandera ist unser Vater, die Ukraine ist unsere Mutter (ukrainisch Батько наш Бандера! Україна – мати!) bzw. kurz Batko nasch – Bandera (ukrainisch Батько наш – Бандера, wiss. Transliteration Batʹko naš – Bandera; „Unser Vater – Bandera“) ist ein ukrainisches nationalistisches Rebellenlied. In dem patriotischen Militärlied geht um einen tödlich verwundeten UPA-Kämpfer, der von seiner Mutter betrauert und begraben wird.

## Zum Lied
Die Melodie stammt von einem alten ukrainischen Volkslied ab. Es ist im Stil eines Kosakenmarsches bzw. -liedes geschrieben, und das Andenken an Stepan Bandera wird darin hochgehalten, der vor allem im Westen der Ukraine von breiteren Bevölkerungsschichten als Nationalheld  verehrt wird.
Die Worte des Titels des Liedes sind auch seine Anfangsworte:
Батько наш – Бандера, Україна – мати,
Ми за Україну пiдем воювати!
Batko nasch – Bandera, Ukrajina – maty,
My sa Ukrajinu pidem wojuwaty!
Bandera ist unser Vater, die Ukraine ist unsere Mutter,
Wir werden für die Ukraine in den Krieg ziehen!
Es endet mit:
Слава Україні! Всім героям слава!
Slawa Ukrajini! Wsim herojam slawa!
Ruhm der Ukraine! Ruhm für alle Helden!
Es wurde im Jahr 2019 zum ersten Mal von Priestern der Orthodoxen Kirche der Ukraine (OCU) unter der Leitung von Erzpriester Anatolij Sinkewytsch (1953–2019) gesungen.
Das Lied wird in der Ukraine gern von orthodoxen geistlichen Kreisen auf die Bühne gebracht, die den Nationalisten Bandera zu einem Gottgesandten stilisieren.
Der ukrainische Sänger Mélovin sang das Lied im Juni 2023 auf einer Straßenfestbühne des Christopher Street Day in München, ohne Absprache mit dem Veranstalter. Der CSD München hat sich in einer offiziellen Stellungnahme von dieser Aufführung distanziert: „Zweifelsfrei steht Stepan Bandera als historische Person, zentrale Führungsfigur einer radikalnationalistischen Organisation und aufgrund seiner Verantwortung für Massenmorde – insbesondere an Jüdinnen*Juden und Pol*innen – den Werten, für die der CSD München steht, maximal entgegen.“
Im November 2022 stufte vor dem Hintergrund des russischen Überfalls auf die Ukraine das Zentralbezirksgericht der belarussischen Stadt Homel das ukrainische Lied als „extremistisch“ ein.

## In der russischen Propaganda
In dem russischen Propagandavideo „Bis zum letzten Ukrainer“ (russisch До последнего украинца / Do poslednego ukrainza, wiss. Transliteration Do poslednego ukrainca) wird das Lied an einer dramatischen Stelle zur Untergrabung der ukrainischen Moral eingesetzt, zunächst pathetisch von einem Männerchor gesungen, zum Schluss ganz ohne Gesang nur von einer durchschnittlichen Blaskapelle (Militärkapelle) fast wie ein Trauermarsch gespielt.

## Als antisemitische Propaganda
Eine eindeutig montierte Fassung soll den Eindruck erwecken, dieses Lied, das einem Menschen huldigt, dessen erklärtes Ziel es war, die Ukraine im Sinne des Faschismus „von Juden, Polen, Russen, ... zu säubern“ und der eine Organisation leitete, die an Pogromen sowie der Ermordung tausender Juden in Lemberg mitwirkte, sei heute auch im orthodoxen Judentum beliebt.